# Gobierno de Guillermo León Valencia
El gobierno de Guillermo León Valencia inició el 7 de agosto de 1962 y finalizó el 7 de agosto de 1966, fue el segundo gobierno del Frente Nacional, su predecesor fue el segundo gobierno no consecutivo de Alberto Lleras Camargo y su sucesor fue el gobierno de Carlos Lleras Restrepo.

## Llegada al poder
Guillermo León Valencia fue elegido Presidente de Colombia para el periodo 1962 – 1966, siendo el segundo mandato del Frente Nacional. Las elecciones se realizaron el 6 de mayo de 1962, con los siguientes resultados: Valencia, 1.633.873 votos; Jorge Leiva Urdaneta, 308.814 votos; Alfonso López Michelsen, 624.863 votos; Gustavo Rojas Pinilla, 54.557 votos, para un total de 2.622.601 votos en todo el territorio nacional.

## Gabinete ministerial
| Ministerio                                                     | Imagen | Nombre                       | Partido             | Inicio | Final |
| -------------------------------------------------------------- | ------ | ---------------------------- | ------------------- | ------ | ----- |
| Ministro de Gobierno                                           |        | Eduardo Uribe Botero         | Partido Conservador | 1962   | 1963  |
| Ministro de Gobierno                                           |        | Aurelio Camacho Rueda        |                     | 1963   | 1964  |
| Ministro de Gobierno                                           |        | Alberto Mendoza Hoyos        | Partido Liberal     | 1964   | 1965  |
| Ministro de Gobierno                                           |        | Pedro Gómez Valderrama       | Partido Liberal     | 1965   | 1966  |
| Ministro de Relaciones Exteriores                              |        | José Antonio Montalvo        | Partido Conservador | 1962   | 1963  |
| Ministro de Relaciones Exteriores                              |        | Fernando Londoño y Londoño   | Partido Conservador | 1963   | 1963  |
| Ministro de Relaciones Exteriores                              |        | Fernando Gómez Martínez      | Partido Conservador | 1963   | 1965  |
| Ministro de Relaciones Exteriores                              |        | Castor Jaramillo Arrubla     |                     | 1965   | 1966  |
| Ministro de Hacienda y Crédito Público                         |        | Virgilio Barco Vargas        | Partido Liberal     | 1962   | 1962  |
| Ministro de Hacienda y Crédito Público                         |        | Carlos Sánz de Santamaría    | Partido Liberal     | 1962   | 1964  |
| Ministro de Hacienda y Crédito Público                         |        | Diego Calle Restrepo         | Partido Liberal     | 1964   | 1965  |
| Ministro de Hacienda y Crédito Público                         |        | Hernando Duran Dussan        | Partido Liberal     | 1965   | 1965  |
| Ministro de Hacienda y Crédito Público                         |        | Joaquín Vallejo Arbeláez     | Partido Liberal     | 1965   | 1966  |
| Ministro de Guerra (desde 1965 Ministerio de Defensa Nacional) |        | Gral. Alberto Ruiz Novoa     |                     | 1962   | 1965  |
| Ministro de Guerra (desde 1965 Ministerio de Defensa Nacional) |        | Gral. Gabriel Revéiz Pizarro |                     | 1965   | 1966  |
| Ministro de Educación                                          |        | Pedro Gómez Valderrama       | Partido Liberal     | 1962   | 1965  |
| Ministro de Educación                                          |        | Daniel Arango Jaramillo      | Partido Liberal     | 1965   | 1966  |
| Ministro de Agricultura                                        |        | Cornelio Reyes               | Partido Conservador | 1962   | 1963  |
| Ministro de Agricultura                                        |        | Virgilio Barco Vargas        | Partido Liberal     | 1963   | 1964  |
| Ministro de Agricultura                                        |        | Gustavo Balcázar Monzón      | Partido Liberal     | 1964   | 1965  |
| Ministro de Agricultura                                        |        | José Mejía Salazar           |                     | 1965   | 1966  |
| Ministro de Obras Públicas                                     |        | Carlos Obando Velazco        |                     | 1962   | 1963  |
| Ministro de Obras Públicas                                     |        | Tomás Castrillón Muñoz       |                     | 1963   | 1965  |
| Ministro de Obras Públicas                                     |        | Eugenio Gómez Gómez          |                     | 1965   | 1965  |
| Ministro de Obras Públicas                                     |        | Tomás Castrillón Muñoz       |                     | 1965   | 1966  |
| Ministro de Comunicaciones                                     |        | Alfredo Araújo Grau          | Partido Conservador | 1962   | 1963  |
| Ministro de Comunicaciones                                     |        | Miguel Escobar Méndez        |                     | 1963   | 1964  |
| Ministro de Comunicaciones                                     |        | Cornelio Reyes               | Partido Conservador | 1964   | 1965  |
| Ministro de Comunicaciones                                     |        | Luis Granada Mejía           |                     | 1965   | 1965  |
| Ministro de Comunicaciones                                     |        | Alfredo Riascos Labarcés     | Partido Conservador | 1965   | 1966  |
| Ministro de Fomento                                            |        | Marco Alzate Avendaño        |                     | 1962   | 1963  |
| Ministro de Fomento                                            |        | Aníbal Vallejo Álvarez       |                     | 1963   | 1965  |
| Ministro de Fomento                                            |        | Aníbal López Trujillo        |                     | 1965   | 1966  |
| Ministro de Minas y Petróleos                                  |        | Juan José Turbay             |                     | 1962   | 1962  |
| Ministro de Minas y Petróleos                                  |        | Francisco E. Dávila          |                     | 1962   | 1963  |
| Ministro de Minas y Petróleos                                  |        | Enrique Pardo Parra          |                     | 1963   | 1965  |
| Ministro de Minas y Petróleos                                  |        | Carlos Gustavo Arrieta       |                     | 1965   | 1966  |
| Ministro de Justicia                                           |        | Héctor Charry Samper         |                     | 1962   | 1963  |
| Ministro de Justicia                                           |        | Alfredo Araújo Grau          | Partido Conservador | 1963   | 1965  |
| Ministro de Justicia                                           |        | Raimundo Emiliani Roman      | Partido Conservador | 1965   | 1965  |
| Ministro de Justicia                                           |        | Francisco Posada de la Peña  |                     | 1965   | 1966  |
| Ministro de Trabajo                                            |        | Belisario Betancur Cuartas   | Partido Conservador | 1962   | 1963  |
| Ministro de Trabajo                                            |        | Castor Jaramillo Arrubla     | Partido Conservador | 1963   | 1964  |
| Ministro de Trabajo                                            |        | Miguel Escobar Méndez        |                     | 1964   | 1965  |
| Ministro de Trabajo                                            |        | Carlos Alberto Olano         |                     | 1965   | 1966  |
| Ministro de Salud Pública                                      |        | José Félix Patiño            |                     | 1962   | 1963  |
| Ministro de Salud Pública                                      |        | Santiago Rengifo Salcedo     |                     | 1963   | 1964  |
| Ministro de Salud Pública                                      |        | Gustavo Romero Hernández     |                     | 1964   | 1965  |
| Ministro de Salud Pública                                      |        | Juan Jacobo Muñoz            |                     | 1965   | 1966  |

## Política interior
Atendiendo las políticas de reconciliación nacional entre partidos, Valencia aplicó el concepto de milimetría, el cual consistió en elegir un gabinete ministerial compuesto acorde con la distribución de curules en el Congreso, entre los distintos grupos de los partidos Conservador y Liberal.

## Seguridad y orden público

Mapa de las repúblicas independientes

El principal objetivo del Presidente Valencia fue buscar la paz para el país mediante la seguridad nacional, en este sentido, modernizó y profesionalizó las Fuerzas Militares, capacitando a los oficiales y suboficiales en cursos a nivel nacional, regional e internacional. Organizó la Policía Nacional, para el control en las zonas urbanas y departamentales, de igual manera respaldó las acciones cívico-militares, bajo el decreto 1381 de 1963. Dichas acciones, estuvieron encaminadas a fortalecer los servicios sociales a las poblaciones más apartadas, incrementando la atención en salud, vivienda, educación y seguridad. Así, se propuso luchar por todos los medios legales al alcance en la erradicación total de la violencia. El 25 de diciembre de 1965 expide el Decreto 3398 (luego Ley 48 de 1968 durante el gobierno de Carlos Lleras Restrepo) que permite a los militares entregar armas de uso privativo de las FF.MM a los civiles y constituir grupos armados de autodefensa o paramilitares coordinados por el Ejército Nacional. En su gobierno, el 23 de febrero de 1963 se presentó la Masacre de Santa Bárbara (Antioquia), cuando el Ejército Nacional reprimió una protesta de trabajadores cementeros:11 muertos.
En el contexto de la Guerra Fría y el apoyo de las políticas norteamericanas, Valencia realizó la Operación Soberanía ideado por el Ministerio de la Defensa, el cual tuvo como principales objetivos crear grupos de inteligencia, organización de localizadores y de rastreo, unidades de combate pequeñas y acercamientos con la población civil. Bajo este contexto, se iniciaron los ataques a las llamadas "repúblicas independientes": Marquetalia (Tolima), Riochiquito (Cauca), El Pato (Huila), Sumapaz (Cundinamarca) y Guayabero (Meta), donde se encontraban grupos bandoleros y de las primeras guerrillas. Luego de la operación, al no acabar con los guerrilleros liderados por Manuel Marulanda, Jacobo Arenas y Ciro Trujillo conforman el Bloque Sur, que pasaría a denominarse Fuerzas Armadas Revolucionarias de Colombia (FARC) en 1966.
El 7 de enero de 1965, aparece el Ejército de Liberación Nacional (ELN), con la Toma de Simacota (Santander). También fue abatido el sacerdote líder de la Teología de la Liberación (condenado por el papa Pablo VI, y la jerarquía católica), sociólogo y líder del Frente Unido del Pueblo: Camilo Torres Restrepo quien se había unido al ELN en el combate de Patio Cemento (Santander), y su cuerpo desaparecido por Ejército Nacional
Las Fuerzas Militares y la Policía Nacional abatieron a varios de los cabecillas del bandolerismo , Efraín González Téllez'Siete Colores', Jacinto Cruz Usma alias ‘Sangre Negra’, José William Aranguren alias ‘Desquite’, Teófilo Rojas Varón alias ‘Chispas’ entre otros que venían delinquiendo desde el periodo de La Violencia bipartidista.

#### Crisis del Ministerio de Guerra
Su ministro de guerra (hoy defensa), el General. Alberto Ruiz Novoa figuró como una de las personas más importantes de su gobierno, no solo por el éxito de la Operación Soberanía (que derivó en el surgimiento de las FARC), sino también por su proselitismo político, prohibido en Colombia para los militares y policías.
Fue el impulsor del Plan Lazo, con el que aplicó la directriz de pacificación, que a pesar de dar excelentes resultados, no fue suficiente para enfrentar a las nacientes guerrillas comunistas. Con la retoma de la República de Marquetalia en Planadas (Tolima), el sitio pasó a llamarse Villa Susana, en homenaje a la fallecida primera dama, Susana López.
Ruiz Novoa se atrevió a criticar al presidente públicamente a comienzos de 1965, sugiriendo cambios importantes, pero siempre afines a los intereses de la aristocracia colombiana, a quien tampoco le agradaba el gobierno Valencia. Éstas críticas lo perfilaron como importante rival del gobierno, e incluso hubo sectores que apoyaban una eventual candidatura de Ruiz.
Finalmente, con los rumores de golpe de Estado circulando por todo el país, Valencia retiró a Ruiz del ministerio, y en su lugar nombró al General Gabriel Revéiz Pizarro como ministro de guerra, para completar su mandato. En febrero de 1965, Valencia jubiló a Ruiz del Ejército Nacional.

## Economía
Se logró una mayor participación de la industria del petróleo, en el desenvolvimiento de la economía nacional, mediante un aumento de la producción y exportación de petróleo crudo. Se incrementó, la actividad minera. Se incrementó la cobertura eléctrica. En 1963, se instituyó el Instituto Nacional de Radio y Televisión. Se creó la Defensa Civil. Se avanzó en la comunicación telefónica, con la instalación de los primeros teléfonos automáticos de larga distancia. Se creó el Fondo de Fomento Agropecuario, dirigido al servicio de las comunidades indígenas. 
Se dispuso la celebración, el primer domingo de junio de cada año (día del campesino), para que la nación le dedicara un día al reconocimiento y al trabajo del campesino. Se impulsó el significado del cooperativismo, en el ámbito económico, laboral, artesanal y comunal. Fortalecimiento de las Juntas de Acción Comunal, por medio de las cuales se construyeron carreteras, puentes, vías y caminos vecinales; acueductos, puestos de salud, escuelas, entre otros. Se desarrolló una amplia política de vivienda popular, sin cuota inicial. Se subió el presupuesto de la educación nacional de un 10% al 20%. Se respaldó la educación técnica a través del Servicio Nacional de Aprendizaje (SENA). Se impulsaron los ya establecidos colegios INEM, en todo el país (Instituciones Nacionales de Educación Media). 
Se promulgó la Ley 50 de 31 de diciembre de 1964, que dispuso el estudio de factibilidad técnico administrativa, la ruta y el costo del canal del Atrato (Chocó) Mediante Acto Legislativo 1 de 1964, con vigencia a partir del 1. ° de julio de 1965, la Intendencia de La Guajira fue convertida en Departamento. Mediante Ley 2 de 1966 se creó el departamento del Quindío, separandolo del departamento de Caldas. 
Creó la Junta Monetaria, para evitar una inflación dentro del país. Anticipó la necesidad de incorporar a Colombia a la economía internacional, en 1963. La junta fue reemplazada en 1991, por el Banco de la República.
Concibió el Plan Vallejo, que permitió estimular las exportaciones.
Promovió la Reforma Laboral de 1963, dando un paso importante en el entendimiento entre empresarios y trabajadores. La retroactividad de las cesantías, se constituyó en 1963 en la mayor reivindicación de los trabajadores. 
En el campo de la seguridad social, el presidente Valencia aprobó y subsidió los medicamentos genéricos.  
Mejoró las vías de comunicación, entre ellas Buga-Tuluá (Valle del Cauca) y se inició la carretera Bogotá-Medellín.
Entregó recursos considerables para las obras en el puerto de Buenaventura, Valle del Cauca. Adecuó y entregó el aeropuerto Guillermo León Valencia en Popayán. Pavimentó la vía panamericana Popayán – Cali. Amplió la señal televisiva en Popayán. Ratificó la nacionalización de la Universidad del Cauca, en 1964. 
Inauguró el puente sobre el río Ariari, en el departamento del Meta. Se inició la construcción del puente José Antonio Páez sobre el río Arauca en la frontera con Venezuela. Para el desarrollo del comercio y del transporte de los productos derivados del petróleo.

## Política exterior

### Alianza para el progreso
Durante su mandato, logró establecer varios vínculos con en el exterior que ayudaron en las políticas sociales y económicas de la nación. Una de ellas fue la ratificación de la Alianza para el Progreso, la cual significó las ayudas del gobierno de los Estados Unidos para los países latinoamericanos. Valencia visitó en Washington D. C., al presidente John F. Kennedy en junio de 1962. Con respecto a la Alianza, Valencia argumentó:
La Alianza para el Progreso viene ocupándose ante todo de aquellos propósitos capaces de modificar esencialmente la vida del pueblo para darle unas condiciones mejores de existencia, aunque las inversiones no sean de inmediato rendimiento económico. Los dineros de la Alianza se están invirtiendo especialmente en salud, en educación, en vivienda y en aquellas obras de desarrollo que se refieren directamente al cambio de condiciones esenciales en la vida del pueblo.

### Visita de Charles De Gaulle
En 1964, recibió la visita del general Charles De Gaulle a Colombia; era la primera vez que un mandatario francés visitaba a Colombia. Esta visita permitió fortalecer los vínculos culturales, políticos, educativos y económicos con Francia. Entre ellos: la creación de los institutos colombo – francés, intercambio de estudiantes, docentes e investigadores entre universidades de ambos países. Se recuerda la anécdota en la que Valencia, en medio de un brindis en una cena en honor a De Gaulle, en un lapsus llegó a decir "¡Viva Españaǃ" a pesar de que el jefe de Estado era francés.

### Relaciones con países sudamericanos
En el ámbito latinoamericano, estableció buenas relaciones económicas, políticas y culturales. Visitó al presidente de Venezuela Rómulo Betancourt el 7 de agosto de 1963, con ello se logró establecer el intercambio de productos entre ambas naciones. También se construyó entre ambos países el puente José Antonio Páez en la frontera en el departamento de Arauca. Valencia se entrevistó con el presidente de Venezuela Raúl Leoni el 18 de febrero de 1966, ratificando los vínculos diplomáticos.
El 12 de marzo de 1966 se entrevistó con la Junta Militar del Gobierno de Ecuador en la frontera en el Puente internacional de Rumichaca. En esta reunión se firmó el Acta de Rumichaca, en la que se estableció un plan quinquenal de desarrollo impulsado por el Banco Interamericano de Desarrollo (BID). Ambos gobiernos se comprometieron a lograr acuerdos bilaterales para el mejoramiento de las relaciones económicas y sociales.
Otros países, con los cuales tuvo buena relación fueron: Perú y Chile, con ellos se logró realizar acuerdos económicos, para el comercio de productos, a través del océano Pacífico y las vías panamericanas. Así, en la década del sesenta se debe resaltar el apoyo que el Gobierno colombiano dio al proyecto de la Carretera Marginal de la Selva, a fin de promover la construcción de esa vía en su propio territorio, como también su liderazgo en la creación del Pacto Andino, el 16 de agosto de 1966. Igualmente, Valencia, respaldó el Convenio Cultural del 30 de junio de 1961 y su Acuerdo Adicional del 30 de marzo de 1979, son los de mayor importancia y, además, de actual vigencia.
Valencia, respaldó las políticas inter - latinoamericanas, principalmente el Tratado de Montevideo de 1960, base de la Asociación Latinoamericana de Libre Comercio (ALALC) la cual, veinte años después, se convirtió en la Asociación Latinoamericana de Integración (ALADI) Originariamente este Tratado fue firmado por México, Argentina, Brasil, Chile, Perú, Paraguay y Uruguay. Colombia adhirió con posterioridad. Sin embargo, la poca dinámica de la ALALC, las asimetrías y disparidades entre las diferentes economías, así como la concepción integracionista de presidentes como Eduardo Frei y Carlos Lleras, dieron lugar al Pacto Andino.

### Relaciones con otros países
La política exterior del Presidente Valencia, llegó a lugares tan distantes como: La República de China (Taiwán), La República Federal de Alemania, Ciudad del Vaticano y Luanda-Angola. Con cada uno de estos Estados, logró configurar vínculos comerciales y culturales.
Alemania, por ejemplo, fue uno de los grandes compradores del café de Colombia, además de mantener lazos de carácter cultural y educativo. Con el Vaticano, se impulsaron las obras en pro de los más necesitados del país, en asocio con la Iglesia Católica Nacional.